# Otto Ehrenfried Ehlers
Otto Ehrenfried Ehlers (Hamburgo, 31 de enero de 1855 - Tierra del Emperador Guillermo, 3 de octubre de 1895) fue un explorador y escritor de viajes alemán.

## Biografía

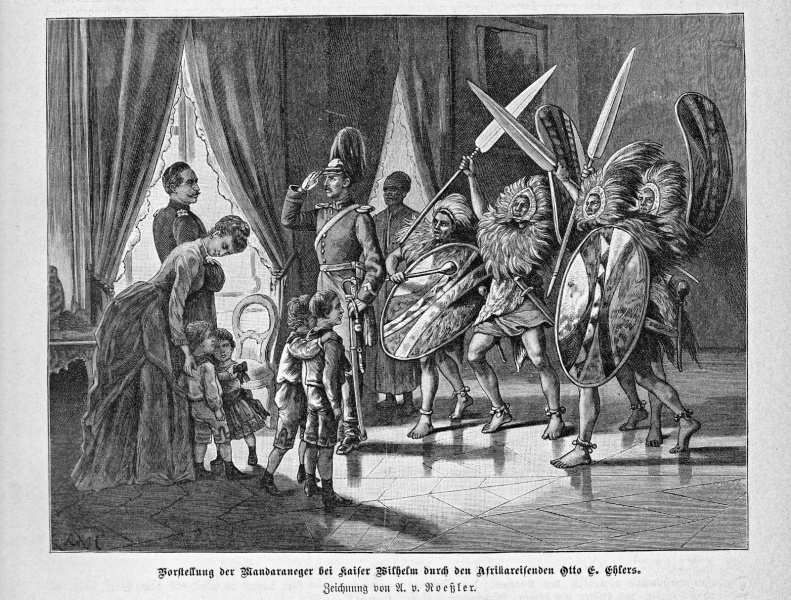
Presentación de la delegación de Mandara a Guillermo II por Otto Ehrenfried Ehlers

Fue hijo de un arquitecto de Hamburgo. Estudió derecho y estudios agrícolas en las universidades de Heidelberg, Jena y Bonn. Después de largos viajes por Alemania y Austria, Ehlers se estableció en el castillo de Seegenfelde, cerca de Schneidemühl, en Prusia Occidental. Desde 1883 dirigió el periódico Hinterpommern, en Stolp.
En 1887, se unió a la Sociedad Alemana de África Oriental y en el verano de 1888 participó en una expedición a los ríos Rufiji y Ruvuma. Conoció a Hans Meyer y Ludwig Purtscheller en Zanzíbar e hizo sus propios planes para escalar el Kilimanjaro. Llegó allí en otoño, pero a mediados de noviembre sólo había alcanzado una altura de 5.000 m por el lado norte, sin llegar a la verdadera cumbre nevada del Kilimanjaro. 
Como jefe de la estación Moshi, dispuso que el jefe Mandara enviara una embajada al emperador alemán Guillermo II. Con esta misión llegó a Berlín en mayo de 1889. Dos meses después regresó a Zanzíbar y en diciembre regresó al Kilimanjaro para entregar los regalos del emperador alemán a Mandara. 
En la primavera de 1890, Ehlers viajó a la India para recuperarse de problemas de salud. Viajó a Cachemira y Nepal en 1891, luego fue a Birmania, viajó por el sudeste asiático y en 1892 llegó a China. En 1893 regresó a Alemania vía América. 
Después de una estancia más larga en Samoa, en 1895 Ehlers viajó a la Nueva Guinea Alemana, que en aquel entonces ya era una colonia alemana. Junto con el sargento de policía Piering, planeó una expedición para cruzar la isla hasta el golfo de Papúa. La expedición, mal preparada, finalmente tuvo que ser abandonada y cuando Ehlers y Piering intentaron viajar hacia el sur en una balsa, fueron asesinados por sus compañeros de expedición.
Dejó escritos varios libros sobre sus viajes, así como algunas obras juveniles de poesía:
- Kornähren der Poesie (1875).
- An indischen Fürstenhöfen (1894).
- Im Sattel durch Indo-China (1894).
- Meine erste Reise nach Zanzibar (1895).
- Samoa, die Perle der Südsee (1896).